# الملعب الأولمبي بسوسة
الملعب الأولمبي بسوسة (بالفرنسية: Stade Olympique de Sousse)‏ هو ملعب متعدد الإختصاصات في مدينة سوسة، تونس تم افتتاحه في سبتمبر 1973. يتم استخدامه من قبل فريق كرة القدم النجم الرياضي الساحلي، كما إستضاف 5 مباريات في كأس الأمم الأفريقية 2004 التي نظمتها تونس. الملعب يستوعب 40000 متفرج. استضاف الملعب أكبر التظاهرات الرياضية التي نظمتها تونس: بطولة العالم للشباب لكرة القدم 1977، كأس الأمم الأفريقية 1994، ألعاب البحر الأبيض المتوسط 2001 وكأس الأمم الأفريقية 2004.

## التاريخ
تم افتتاح الملعب بسعة أولية تبلغ 10000 متفرج. ويمر عبر السنين إلى 15000 مقعدًا، ثم يتم توسيعه مرة أخرى بمناسبة كأس الأمم الأفريقية 1994 مع إضافة 6000 مقعدًا إضافيًا لتصل إلى 21000 مقعدًا؛ يتم تثبيت لوحة مضيئة في نفس الوقت. تم تنفيذ التوسيع الأخير في عام 1999 لرفع سعة الملعب إلى 28000 مقعدًا لاستضافة ألعاب البحر الأبيض المتوسط 2001، وتم إعادة توسيع المنصة الشرفية من 70 إلى 217 مقعدًا. ولم يتم توسيع الملعب بعد ليبلغ سعته 49 ألف مقعد بعد إعلان رئيس النادي معز إدريس في مايو 2008 إلا أن التوسيع لم يتم. كما استضاف الملعب الأولمبي بسوسة بعض مباريات منتخب ليبيا بسبب الحرب الأهلية الليبية مثل مباراة ليبيا ورواندا في تصفيات كأس العالم 2018.
في نوفمبر 2017، في زيارة لرئيس الجمهورية التونسية آنذاك الباجي قائد السبسي إلى سوسة، أعطى إشارة ببدء توسعة الملعب وبالتالي في مارس 2019 حفل تدشين بداية أعمال صحبة وزيرة الشباب والرياضة آنذاك سنية بالشيخ، من أجل أن يتسع لـ45 ألف متفرج بدلاً من السعة الحالية. وقدرت كلفة انجاز الأعمال الكلية بنحو 32 مليون دينار منها 4 ملايين دينار مساهمة من بلدية سوسة و 2 مليون دينار من مساهمة النجم الرياضي الساحلي ويتوقع ان تشمل توسعة الملعب الذي ستمتد لمدة 27 شهرًا، ولا سيما المدرجات المغطاة والمدارج المفتوحة في الشرق والشمال والجنوب وستشمل أيضًا الأعمال إعادة تأهيل غرف الملابس وتأهيل الوحدات الصحية للجمهور وإنشاء 22 خلية وإعادة تأهيل شبكات الكهرباء بشكل كامل.

## البطولات الكبرى

### بطولة العالم للشباب لكرة القدم 1977
| التاريخ       | الوقت | فريق 1     | النتيجة | فريق 2     | الجولة     |
| ------------- | ----- | ---------- | ------- | ---------- | ---------- |
| 27 يونيو 1977 | 12:00 | إيطاليا    | 1–1     | ساحل العاج | المجموعة ج |
| 27 يونيو 1977 | 16:00 | البرازيل   | 5–1     | إيران      | المجموعة ج |
| 30 يونيو 1977 | 12:00 | إيران      | 0–0     | إيطاليا    | المجموعة ج |
| 30 يونيو 1977 | 16:00 | ساحل العاج | 1–1     | البرازيل   | المجموعة ج |
| 3 يوليو 1977  | 12:00 | إيران      | 3–0     | ساحل العاج | المجموعة ج |
| 3 يوليو 1977  | 16:00 | البرازيل   | 2–0     | إيطاليا    | المجموعة ج |

### ألعاب البحر الأبيض المتوسط 2001
| التاريخ        | فريق 1  | النتيجة | فريق 2 | الجولة     |
| -------------- | ------- | ------- | ------ | ---------- |
| 5 سبتمبر 2001  | اليونان | 1–2     | تركيا  | المجموعة ب |
| 9 سبتمبر 2001  | تركيا   | 1–1     | ليبيا  | المجموعة ب |
| 11 سبتمبر 2001 | اليونان | 1–0     | ليبيا  | المجموعة ب |

### كأس الأمم الأفريقية 1994
| التاريخ      | فريق 1     | النتيجة | فريق 2     | الجولة        | حضور   |
| ------------ | ---------- | ------- | ---------- | ------------- | ------ |
| 27 مارس 1994 | ساحل العاج | 4–0     | سيراليون   | المجموعة ج    | 10.000 |
| 27 مارس 1994 | غانا       | 1–0     | غينيا      | المجموعة د    | 10.000 |
| 29 مارس 1994 | زامبيا     | 0–0     | سيراليون   | المجموعة ج    | 6.000  |
| 29 مارس 1994 | السنغال    | 2–1     | غينيا      | المجموعة د    | 6.000  |
| 31 مارس 1994 | زامبيا     | 1–0     | ساحل العاج | المجموعة ج    | 6.000  |
| 31 مارس 1994 | غانا       | 1–0     | السنغال    | المجموعة د    | 6.000  |
| 3 أبريل 1994 | زامبيا     | 1–0     | السنغال    | الربع النهائي | 8.000  |
| 3 أبريل 1994 | غانا       | 1–2     | ساحل العاج | النصف النهائي | 8.000  |

### كأس الأمم الأفريقية 2004
| التاريخ        | الوقت | فريق 1    | النتيجة | فريق 2       | الجولة        | حضور   |
| -------------- | ----- | --------- | ------- | ------------ | ------------- | ------ |
| 25 يناير 2004  | 19:00 | الكاميرون | 1–1     | الجزائر      | المجموعة ج    | 20.000 |
| 29 يناير 2004  | 19:00 | الجزائر   | 2–1     | مصر          | المجموعة د    | 15.000 |
| 3 فبراير 2004  | 14:00 | الجزائر   | 1–2     | زيمبابوي     | المجموعة ج    | 10.000 |
| 4 فبراير 2004  | 18:00 | المغرب    | 1–1     | جنوب إفريقيا | المجموعة د    | 6.000  |
| 11 فبراير 2004 | 19:00 | المغرب    | 4–0     | مالي         | النصف النهائي | 15.000 |

## وصلات خارجية
- الملعب الأولمبي بسوسة